# Sainte-Croix-sur-Orne
Sainte-Croix-sur-Orne is een plaats en voormalige gemeente in het Franse departement Orne in de regio Normandië en telt 81 inwoners (2009). De plaats maakte deel uit van het arrondissement Argentan.

## Geschiedenis
Op 1 januari 2016 fuseerde Sainte-Croix-sur-Orne met de gemeenten Chênedouit, La Forêt-Auvray, La Fresnaye-au-Sauvage, Ménil-Jean, Putanges-Pont-Écrepin, Rabodanges, Les Rotours en Saint-Aubert-sur-Orne tot de gemeente Putanges-le-Lac. 

## Geografie
De oppervlakte van Sainte-Croix-sur-Orne bedraagt 3,8 km², de bevolkingsdichtheid is dus 21,3 inwoners per km².
De onderstaande kaart toont de ligging van Sainte-Croix-sur-Orne met de belangrijkste infrastructuur en aangrenzende gemeenten.

## Demografie
Onderstaande figuur toont het verloop van het inwonertal (bron: INSEE-tellingen).
Chênedouit · La Forêt-Auvray · La Fresnaye-au-Sauvage · Ménil-Jean · Pont-Écrepin · Putanges · Rabodanges · Les Rotours · Saint-Aubert-sur-Orne · Sainte-Croix-sur-Orne